# Heinz Wittig (Wasserballspieler)
Heinz Wittig (* 3. März 1938 in Halle (Saale); † 15. August 2012 in Leipzig) war ein Wasserballspieler aus der DDR. Er war Europameisterschaftszweiter 1966.

## Sportliche Karriere
Heinz Wittig spielte für den SC Rotation Leipzig und dann für dessen Nachfolgeklub SC Leipzig. 1959 und 1960 mit SC Rotation und 1963 mit dem SC war Wittig Zweiter der DDR-Meisterschaften hinter der SG Dynamo Magdeburg. Ab 1960 war Wittig Mitglied der Wasserballnationalmannschaft der DDR, für die er insgesamt 190 Länderspiele bestritt.
Bei der Europameisterschaft 1962 in Leipzig zog die DDR-Mannschaft mit einem Sieg über Italien, einem Unentschieden gegen Rumänien und einer Niederlage gegen die Ungarn in die Runde der letzten vier Mannschaften ein. Gegen Italien hatte Wittig zwei der drei Tore für die DDR erzielt. In der Finalrunde unterlag die DDR-Mannschaft den Jugoslawen und spielte Unentschieden gegen die Auswahl aus der Sowjetunion. Hinter den Mannschaften Ungarns, Jugoslawiens und der Sowjetunion belegte die Mannschaft aus der DDR den vierten Platz.
1964 bezwang die Nationalmannschaft der DDR die Nationalmannschaft der Bundesrepublik Deutschland in den beiden Qualifikationsspielen für die gesamtdeutsche Mannschaft durch ein 3:1 in Magdeburg und ein 1:1 in Wuppertal. Bei den Olympischen Spielen 1964 in Tokio belegte die Mannschaft aus der DDR in der Vorrunde den zweiten Platz hinter der Mannschaft aus der Sowjetunion. Nach zwei Niederlagen in der Zwischenrunde und zwei Siegen in den Platzierungsspielen belegte die Mannschaft aus der DDR den sechsten Platz. Wittig war in vier Spielen dabei und erzielte einen Treffer.
Zwei Jahre später bei der Europameisterschaft 1966 in Utrecht gewann die Auswahl aus der DDR ihre Vorrundengruppe und ihre Zwischenrundengruppe jeweils vor den Jugoslawen. In der Finalrunde siegte die Mannschaft mit 2:1 über Italien. Das letzte Spiel gewann die Mannschaft aus der Sowjetunion mit 1:0 gegen die DDR-Auswahl. Damit war die sowjetische Mannschaft Europameister vor der DDR-Auswahl und den Jugoslawen.
Wittig war 1998 mit dem SSV Leutzsch und 2002 mit Poseidon Hamburg bei den Seniorenweltmeisterschaften erfolgreich.